# トラブル・イン
『トラブル・イン』（英: Inn Trouble）は、1996年に製作されたアメリカ合衆国の映画。
1997年に第6回東京国際レズビアン&ゲイ映画祭にて上映された。

## キャスト
- ロージー：キエラ・バード
- ローリー・ガーナー
- ロレーヌ：レイ・マクレランド
- メリッサ・アロンソン
- ソフィー：クリスティーナ・レイ
- クリス：ステファニー・ショップ
- ジョー：クーパー・シー
- デヴィッド：ジェフリー・チャールトン